# Jardim Zoobotânico de Franca
O Jardim Zoobotânico de Franca é uma instituição ecológica governamental brasileira do tipo zoobotânico situado na cidade de Franca (São Paulo), destinado a preservar diferentes espécies de plantas, preservar a mata nativa e, cultivar as mudas para abastecer a cidade. Espaço criado na década de 1950 inicialmente como horto florestal por Ismael Alonso y Alonso, então na década de 1990 foi transformado em jardim zoobotânico. É propício para lazer, pesquisa e educação ambiental. Possui um banco genético de plantas do ecossistema regional (espécies de cerrado e matas de planalto), com capacidade de produção de 1,2 milhão mudas de várias espécies. Foi Tombado pelo Conselho de Defesa do Patrimônio Histórico, Artístico e Turístico do município em 1998.

## Histórico
O antigo Horto Florestal de Franca foi criado em 10 de dezembro de 1952 (lei municipal 269/52) pelo prefeito Ismael Alonso Y Alonso (1952-1955) e situa-se na fazenda Pouso Alto da prefeitura da cidade brasileira de Franca, uma grande área de terras e de mata nativa. Foi criado no início da década de 1950 com o objetivo de cultivar mudas de árvores frutíferas, principais variedades de café, mudas de floricultura ornamental e, também distribuir sementes e mudas destinadas a agricultores, bem como essências florestais, hortaliças e legumes. 
O Horto florestal teve sua construção e formação em janeiro de 1956, pelo Prefeito Onofre S. Gosuen, que trouxe de São Paulo uma grande quantidade de mudas de pau-brasil e aroeira do Viveiro Manequinho Lopes. No entanto, suas atividades no fornecimento de mudas, sementes e o atendimento geral ao município e região começaram de fato em 24 de abril de 1956. Após 9 anos de funcionamento, foi construída uma represa para abastecimento da irrigação das mudas e os trabalhos passam a ser administrados pela engenheira agrônoma Olga Toledo de Almeida, na gestão do Prefeito Hélio Palermo (1964-1969). Para se adequar aos novos objetivos pretendidos, o Horto Florestal foi transformado no Jardim Zoobotânico de Franca em 17 de julho de 1998 (lei municipal 5 048/98), objetivando principalmente a formação de mudas e a conservação da área. Através da preservação da fauna e flora nativas, o espaço se transformou a área preservada em um local disponível para pesquisas científicas, educação ambiental e espaço de lazer. 

## Fornecimento de mudas
Muitas das árvores usadas na arborização de Franca e região foram cultivadas no Jardim Zoobotânico de Franca. As espécies incluem flamboyants, magnólias, ervas aromáticas e outras que são formadas a partir de mudas em uma área de 200 hectares. 100 mil plantas são destinadas por ano, aproximadamente, a projetos de arborização urbana e reflorestamento da zona rural de Franca. Além disso, o Zoobotânico distribui mensalmente 200 mudas de graça para a comunidade. Já para produtores rurais da região, são entregues até 20 mudas por propriedade entre os meses de dezembro e março.
A flora do Jardim Zoobotânico constitui-se de espécies herbáceas, arbustivas e arbóreas, dispostas em grandes canteiros (quadras), isoladas ou em pequenos remanescentes de mata nativa. 

## Cuidado de aves
O Jardim Zoobotânico conta com um viveiro para cuidar de aves vítimas de maus tratos e do tráfico de animais silvestres chamado de "Viveiro Transitório de Aves Silvestres de Franca" (VITAS). As aves, em sua maioria apreendidas pela Polícia ambiental são abrigadas nesse espaço, e assim elas podem se reabilitar por meio de cuidados veterinários para serem devolvidas à natureza. O VITAS supre uma necessidade da região de Franca, carente desse tipo de serviços, uma vez que muitas vezes, a Polícia Ambiental não tem para onde destinar os animais apreendidos. O espaço foi construído pela Prefeitura de Franca, que conta com a cooperação do Hospital Veterinário da Universidade de Franca.

## Meliponicultura
O Jardim Zoobotânico conta com um dos maiores meliponários do país. Em parceria com a Promotoria do Meio Ambiente e a Embrapa, foi implantado um projeto para preservar abelhas nativas da região.  O ambiente é favorável a devido as chuvas regulares e a presença de floradas, onde as abelhas podem encontrar alimentação. O Meliponário Municipal abriga cerca de 11 espécies de abelhas nativas, todas sem ferrão e nativas da fauna brasileira. Com a estruturação do Meliponário nesse local, produtores são capacitados e treinados para o manuseio correto das espécies. Além disso, o meliponário é um atrativo para visitas, estudos e pesquisas de alunos, professores e cientistas.  

## Galeria

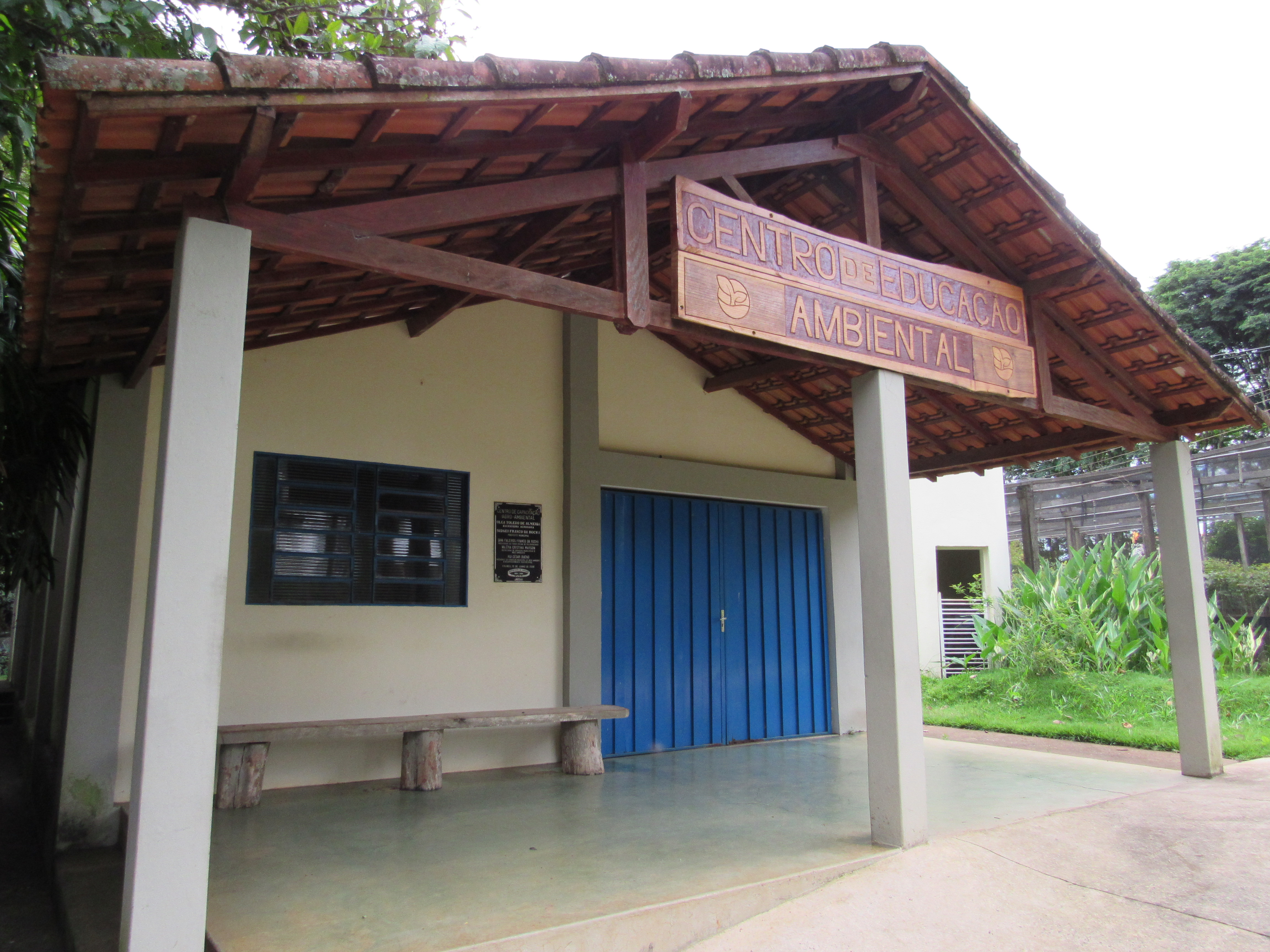
Centro de Educação Ambiental.
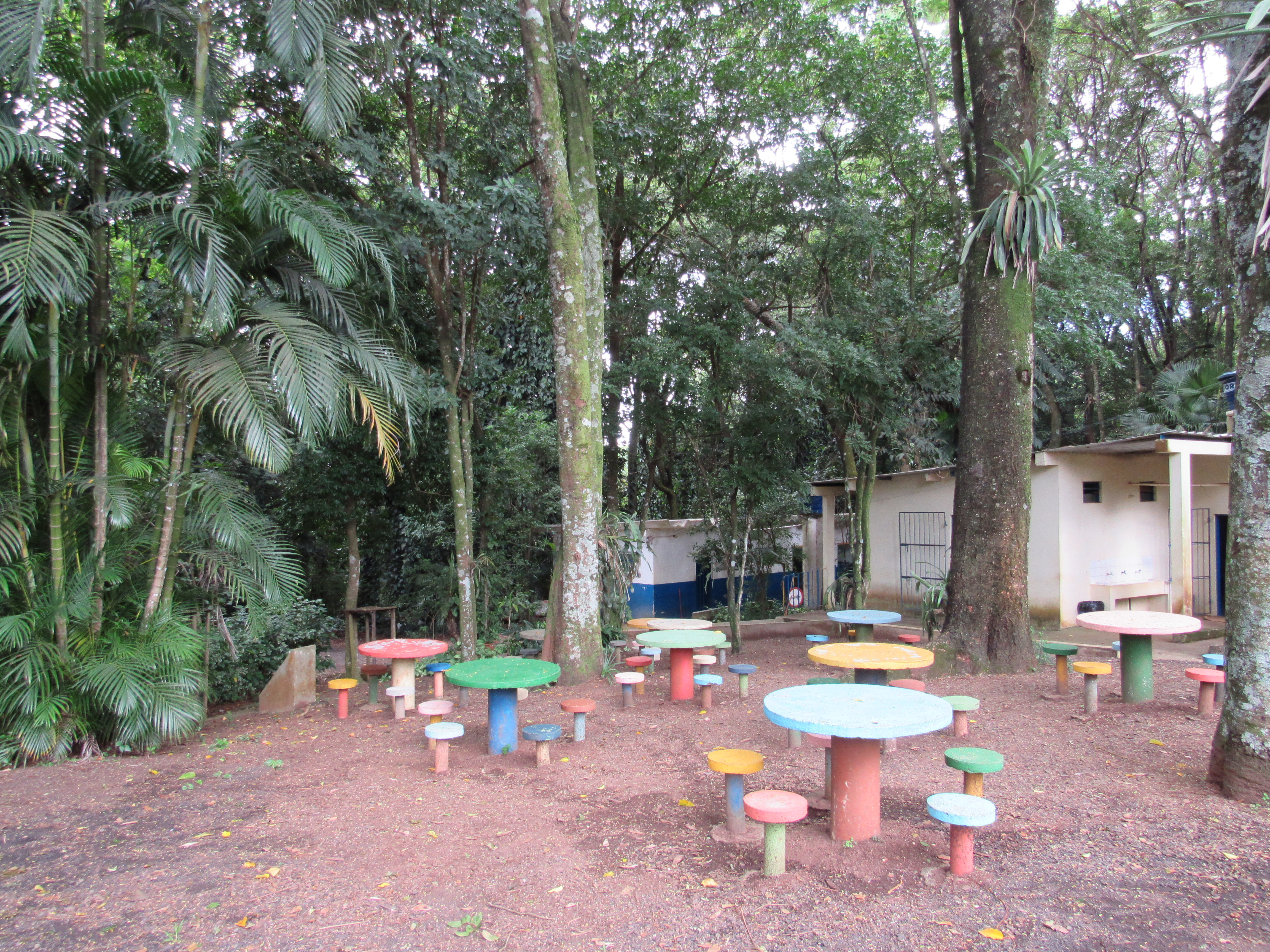
Espaço para recreação.
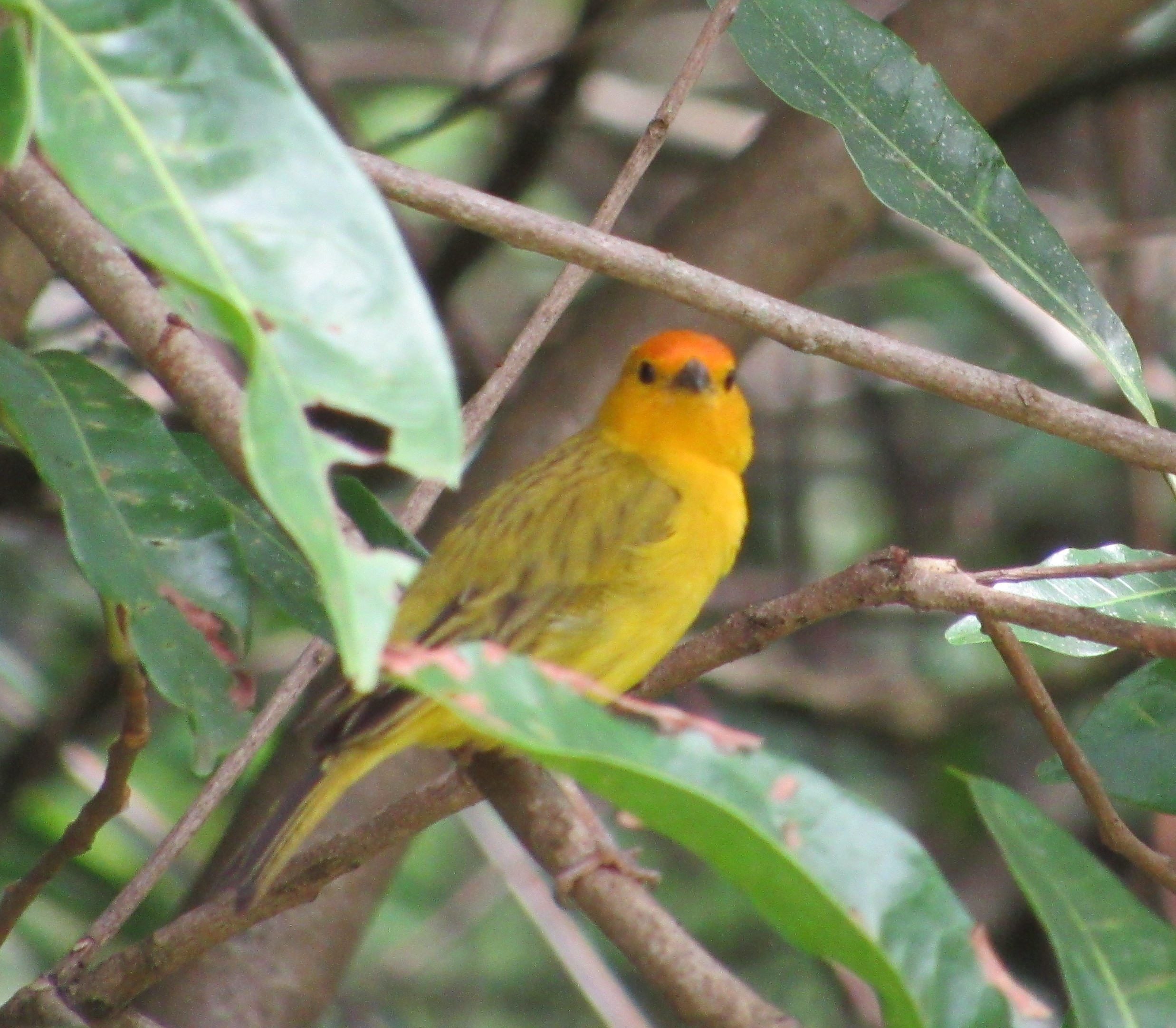
Diversas espécies de animais podem ser observadas no Jardim Zoobotânico.
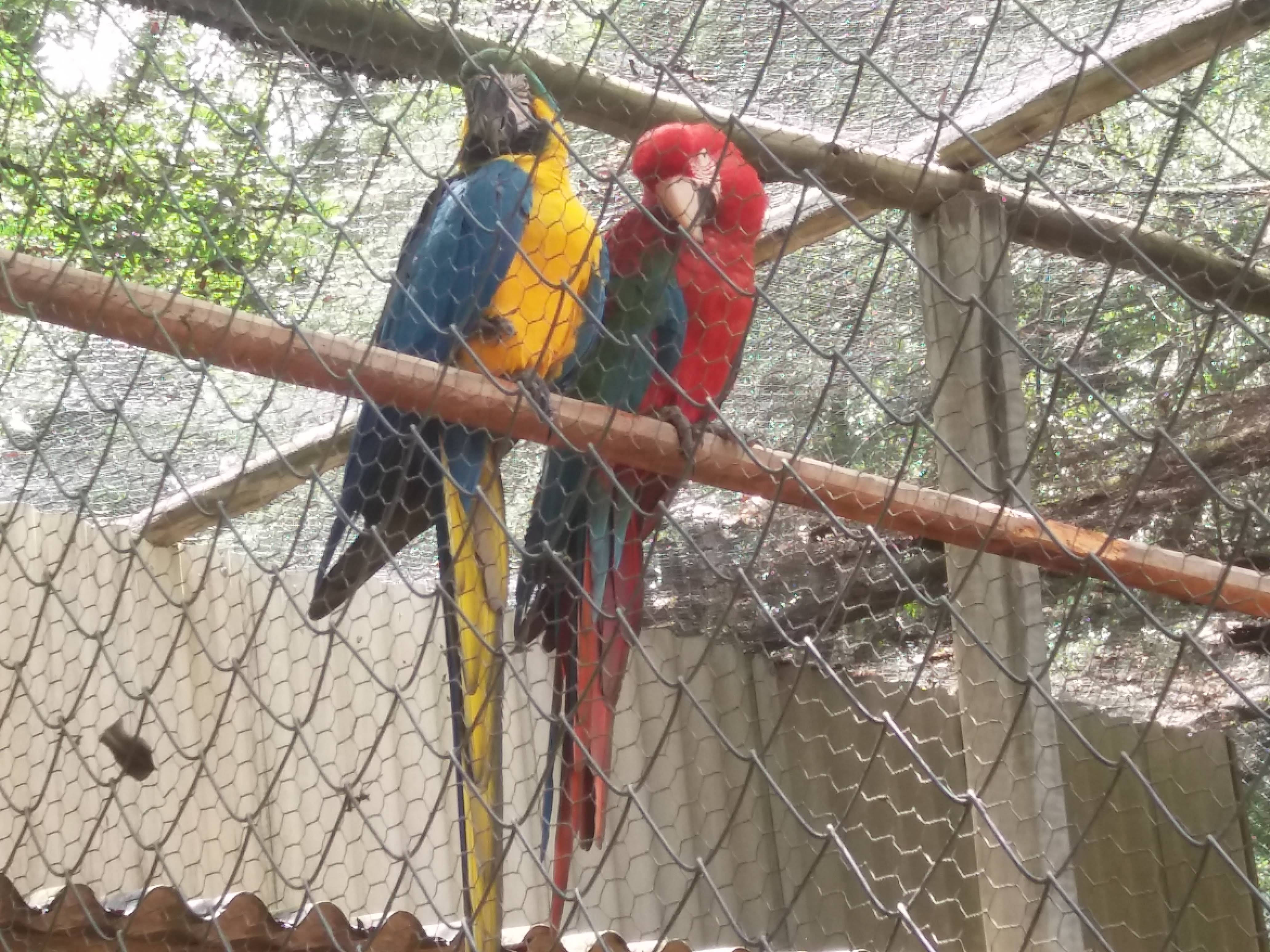
Araras em processo de reabilitação no "Viveiro Transitório de Aves Silvestres de Franca" (VITAS).
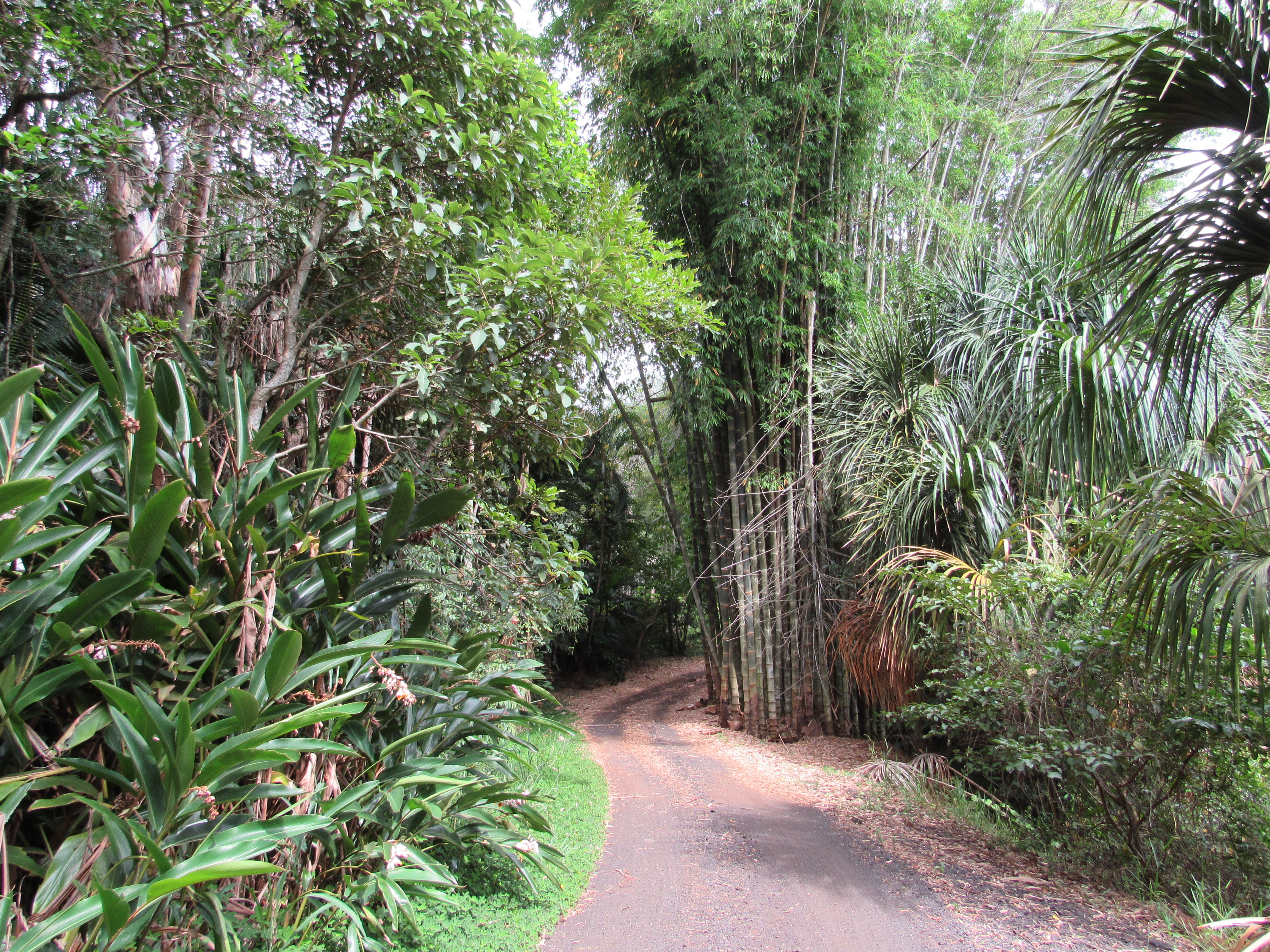
Trilhas meio a vegetação.
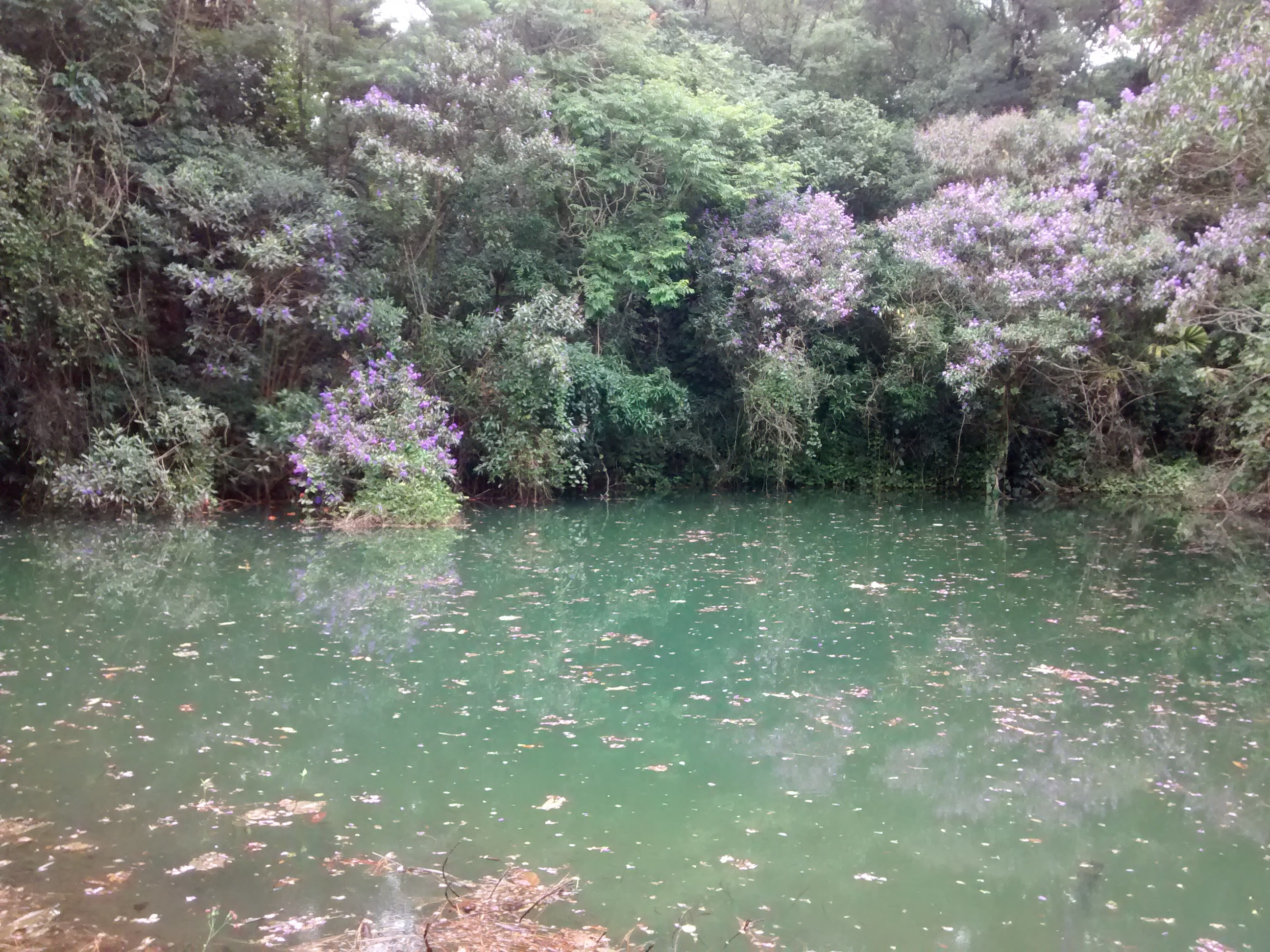
Lagoa do Jardim Zoobotânico.
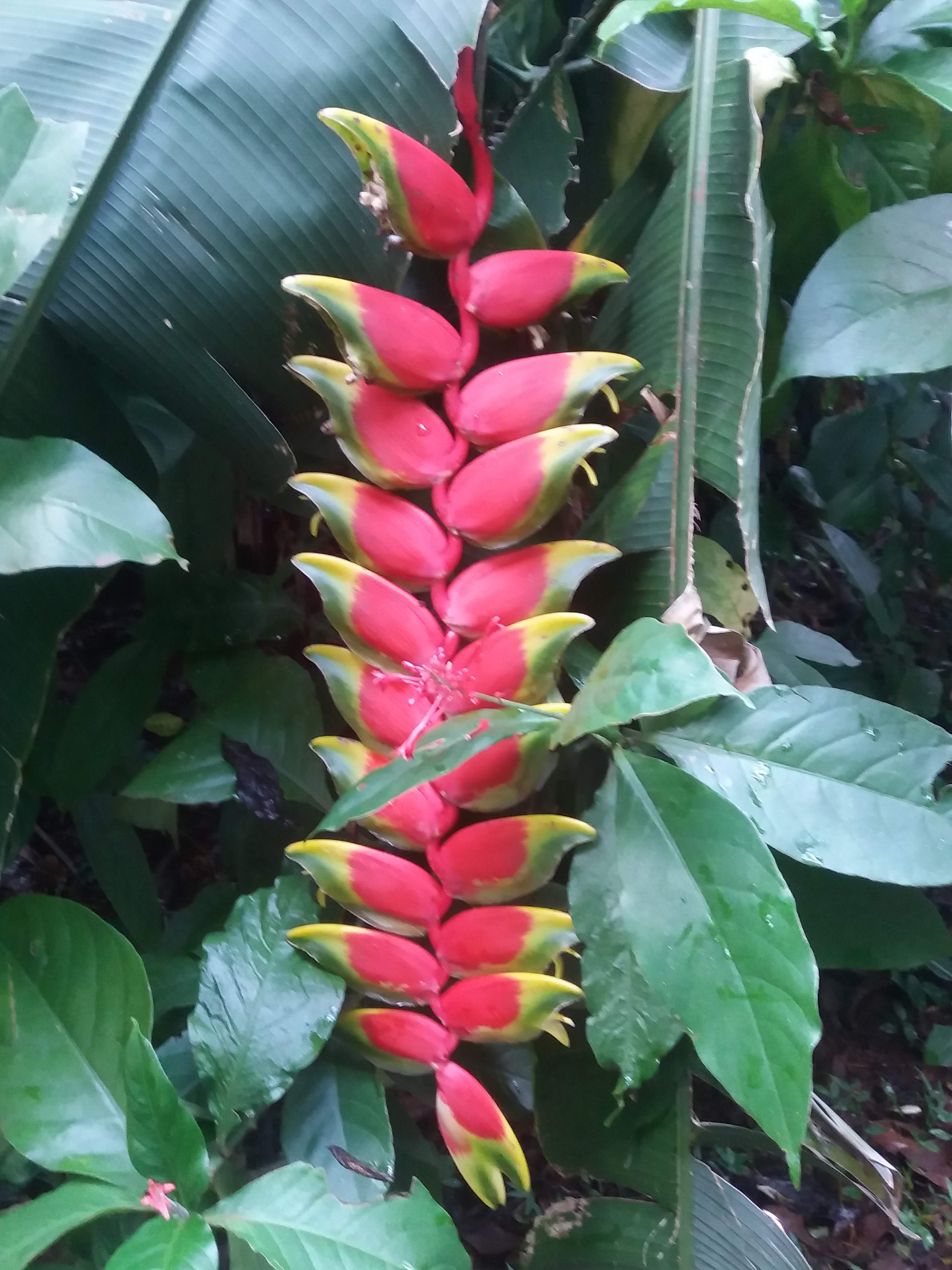
Planta do gênero Heliconia.
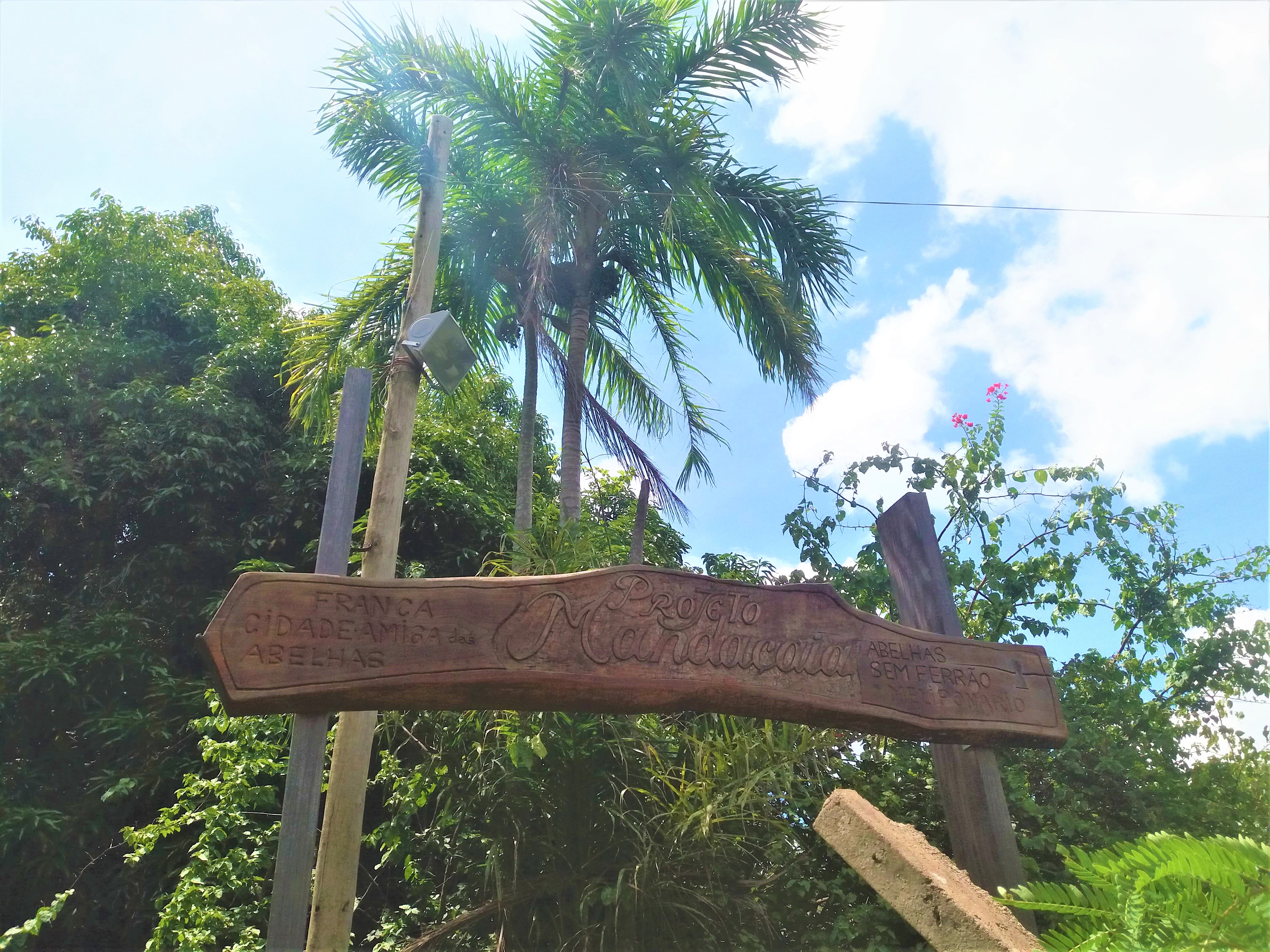
Placa na entrada do meliponário "Projeto Mandaçaia: Franca, cidade amiga das abelhas."
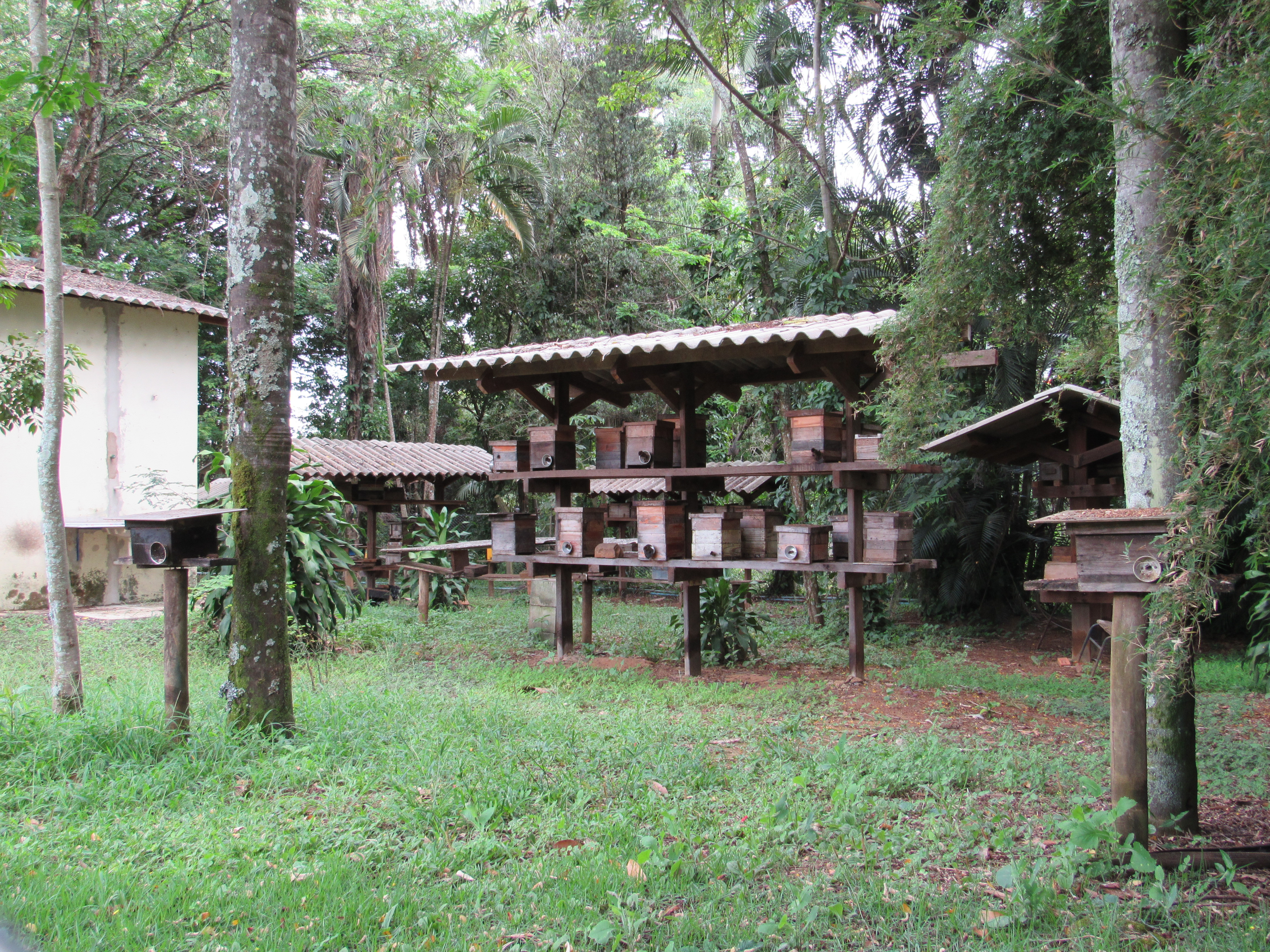
Criação de abelhas sem-ferrão (Meliponicultura) no Meliponário Municipal.
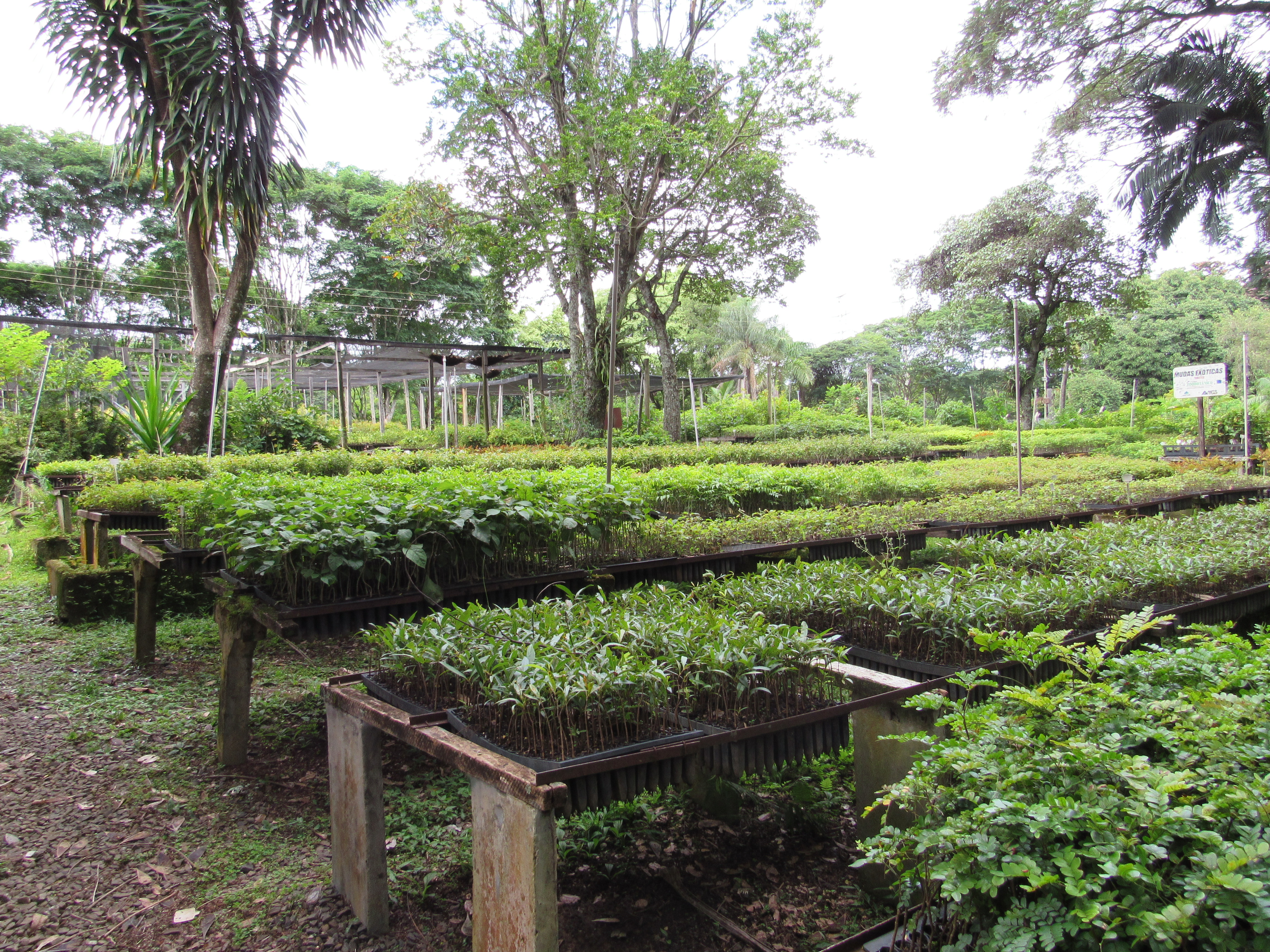
Viveiros para produção de mudas de diversas espécies.